# 有翼のフロイライン Wing of Darkness
『有翼のフロイライン Wing of Darkness』（ゆうよくのフロイライン ウィング オブ ダークネス）は、日本のインディーゲームスタジオProduction Exabilitiesが開発し、クラウディッドレパードエンタテインメントより発売された3Dシューティングゲーム。
人類を滅亡させようとする謎の飛行物体「ブランカー」に対抗するべく、飛行装備「ヘルトシステム」を纏う「フロイライン」と呼ばれる2人の少女クラーラとエーリカが空中戦を繰り広げる。

## ゲームシステム
ストーリーパートはカット絵と共に、クラーラとエーリカのモノローグで物語を表現している。
戦闘パートは、上下左右前後の空間を自由に動き、敵を撃破していく。
難易度は、予定調和、イージー、ノーマル、ハード、パラドックスの5種類から選べる。
敵を追尾攻撃するロックオン、武器の切り替え、自動修復のアーマー、移動を加速させるブースト、などを駆使して戦う。
アーマー値が0になったり、作戦区域から外れてしまったらゲームオーバー。チェックポイントからのコンティニューあり。
ゲームをクリアすると、各ストーリーシーンや、各ミッションの戦闘を自由に選んで遊べるようになる。

## 登場キャラクター
クラーラ・エルンスト
声 - 安野希世乃
連邦共和国南部出身の少女。牧場で生まれ育ったが、フロイラインの適性が発覚したことにより戦いに身を投じる。
作戦をこなすにつれその素質を発揮し、フロイラインとしての戦闘能力が高まっていき、チーム内ではエースと呼ばれるようになる。
作戦の合間にエーリカと何度も会話するにつれお互い理解し合い、戦闘でも基地での生活でも助け合う親友となる。
戦闘が激化するにつれ、ヘルトシステムの影響を受けて異変が生じてくる。
エーリカ・レールツァー
声 - 持田千妃来
連邦共和国首都出身の少女。軍人の家系に生まれ、空軍に所属しフロイラインとなる。
冷静沈着な性格であったがクラーラと仲が良くなるにつれ、潜んでいた友達想いの優しさが表面化していき、戦闘の激化であってもクラーラを大切に思うようになっていく。
とある出来事から途中よりヘルトシステムを使えなくなり、戦闘に参加できなくなってしまう。そんな自分を世話してくれるクラーラの異変を危惧し、以前以上に大切な親友と心で想うようになる。
ブランカー
人類の敵。様々な兵器を所持しており、人類側と同じフロイラインなどを用いて人類の抵抗に対している。ヘルトシステムの中核と本質に関連しているようだが、その全容は謎に包まれている。

## 開発
本作プロデューサーの奈良輪和史は当初、あるゲーム会社でゲームプランナーを務めていたが、既存のシリーズ作品の続編を多く担当していたことから「本当に作りたいものを作れていない」と感じていた。そうした中、中学生のころから20年来の知人である本作ディレクターの一柳守に思いを打ち明けたことをきっかけに、2016年より本作の開発が始まった。
開発初期の段階ではアドベンチャーゲームとシューティングゲームを組み合わせた内容を考えていたが、アドベンチャーパートの尺が長いことによるテンポの悪さからアドベンチャーをやめ、シューティングの前後にカットシーンを用いる形になった。

## テーマ曲
OP主題歌『Eisen Flugel』
作詞：凪良一二三（奈良輪和史の別名義）, Junta / 作曲：Junta / 歌：クラーラ・エルンスト（安野希世乃）
ED主題歌『Ferne Flugel』
作詞：凪良一二三 / 作曲：Junta / 歌：エーリカ・レールツァー（持田千妃来）

## 受賞
- TGS2018メディアアワード 4Gamer部門 大賞受賞（『RPGタイム!〜ライトの伝説〜』と同時受賞）[2]
- TGS2018メディアアワード ファミ通インディー部門 ノミネート[3]